# Guerra di aggressione
Una guerra di aggressione è un conflitto militare condotto in assenza di "una necessità di auto-difesa, questo tipo di conflitto avviene all'istante, è schiacciante, non lascia alcuna possibilità di scelta dei mezzi, e nessun momento nella deliberazione."

## Storia
Il tribunale militare internazionale a Norimberga, a seguito della seconda guerra mondiale, ha ritenuto che "Avviare una guerra di aggressione, non lo si può solo configurare come un mero crimine internazionale, già di per sé gravissimo, ma è da considerarsi un vero e proprio crimine supremo, per cui differisce solo dagli altri crimini di guerra, nel senso che contiene in sé il male accumulato di tutti i crimini internazionali."
L'articolo 39 della Carta delle Nazioni Unite prevede che il Consiglio di sicurezza determini l'esistenza di qualsiasi atto di aggressione, per cui: "formula raccomandazioni o decidere quali misure devono essere adottate a norma degli articoli 41 e 42, per mantenere o ristabilire la pace e la sicurezza internazionale".
Lo Statuto di Roma della Corte penale internazionale si riferisce al reato di aggressione come uno dei "crimini più gravi ai danni della comunità internazionale", e prevede che il reato rientri nella giurisdizione della Corte penale internazionale (CPI). Tuttavia, lo Statuto di Roma della Corte penale internazionale stabilisce che non può esercitare la sua giurisdizione sul crimine di aggressione, fino al momento in cui gli Stati si accordino su una definizione del reato in modo che possa essere perseguito: ciò è avvenuto a Kampala, nel 2009, ma solo tra gli Stati parte che hanno ratificato gli emendamenti allo Statuto di Roma ivi approvati.

## Guerra preventiva
Una guerra preventiva, o attacco preventivo, è un conflitto scatenato nel tentativo di respingere o sconfiggere la percezione di un'inevitabile invasione, o per ottenere un vantaggio strategico in un imminente, o presumibilmente inevitabile conflitto, prima che la minaccia di guerra si materializzi.